# Guldbaggegalan 2020
Guldbaggegalan 2020 var den 55:e upplagan av Guldbaggegalan. Den direktsändes från Cirkus i Stockholm den 20 januari 2020 på SVT1. Emma Molin var årets konferencier.

## Vinnare och nominerade
Nomineringarna tillkännagavs den 8 januari 2020.
| Bästa film - And Then We Danced – Levan Akin - 438 dagar – Jesper Ganslandt - Om det oändliga – Roy Andersson - Sune - Best Man – Jon Holmberg - Transnistra – Anna Eborn      | Bästa regi - Hugo Lilja och Pella Kågerman – Aniara - Levan Akin – And Then We Danced - Roy Andersson – Om det oändliga - Jon Holmberg – Sune - Best Man                                    |
| Bästa kvinnliga huvudroll - Emelie Garbers – Aniara - Pernilla August – Britt-Marie var här - Vigdis Hentze Björck – Fågelfångarens son - Sanna Sundqvist – Ring mamma!        | Bästa manliga huvudroll - Levan Gelbakhiani – And Then We Danced - Jonas Karlsson – Quick - Johannes Kuhnke – Jag kommer hem igen till jul - Gustaf Skarsgård och Matias Varela – 438 dagar |
| Bästa kvinnliga biroll - Bianca Cruzeiro – Aniara - Evin Ahmad – Ring mamma! - Alba August – Quick - Sissela Benn – Sune – Best man                                            | Bästa manliga biroll - David Dencik – Quick - Tomas von Brömssen – Sune – Best man - Ulf Stenberg – Fraemling - Bachi Valishvili – And Then We Danced                                       |
| Bästa manus - And Then We Danced – Levan Akin - Om det oändliga – Roy Andersson - Ring mamma! – Lisa Aschan - Quick – Erlend Loe                                               | Bästa foto - And Then We Danced – Lisabi Fridell - Quick – Ragna Jorming - Eld & lågor – Aril Wretblad                                                                                      |
| Bästa klippning - Josefin & Florin – Erika Gonzales, Kristin Grundström och Karolina Bengtsson - Quick – Rickard Krantz - Transnistra – Anna Eborn                             | Bästa kostym - Eld & lågor – Margrét Einarsdóttir - 438 dagar – Clinton Booyse - En del av mitt hjärta – Anna Hagert och Anna Karlsson                                                      |
| Bästa ljud/ljuddesign - 438 dagar – Andreas Franck och Fredrik Dalenfjäll - Josefin & Florin – Claes Lundberg - Jag kommer hem igen till jul – Christian Holm och Niklas Skarp | Bästa mask/smink - Quick – Anna-Carin Lock - En del av mitt hjärta – Jenny Fred - Eld & lågor – Madeleine Gaterud och Therese Sandersson                                                    |
| Bästa originalmusik - Eld & lågor – Nathaniel Méchaly - 438 dagar – Jon Ekstrand - Sara med allt sitt väsen – Johan Ramström                                                   | Bästa scenografi - Om det oändliga – Anders Hellström, Frida Ekstrand Elmström och Nicklas Nilsson - And Then We Danced – Teo Baramidze - Eld & lågor – Pater Sparrow                       |
| Bästa visuella effekter - Aniara – Andreas Wicklund, Per Jonsson och Arild Andersson - Eld & lågor – Bert Deruyck och Kaj Steveman - 438 dagar – Torbjörn Olsson               | Bästa dokumentärfilm - Transnistra – Anna Eborn - Fraemling – Mikel Cee Karlsson - Josefin & Florin – Ellen Fiske och Joanna Karlberg                                                       |
| Bästa kortfilm - Excess Will Save Us – Morgane Dziurla-Petit - Ingen lyssnar – Elin Övergaard - Psychic – Tova Mozard                                                          | Bästa utländska film - Parasit – Bong Joon-ho - Kapernaum – Nadine Labaki - Marriage Story – Noah Baumbach                                                                                  |
| Årets nykomling - Emily Norling – Allt vi äger | Hedersguldbaggen - Lasse Åberg |
| Gullspira - Christian Ryltenius | Guldbaggens publikpris - Jag kommer hem igen till jul – Ella Lemhagen - Hasse & Tage – en kärlekshistoria – Jane Magnusson - En del av mitt hjärta – Edward af Sillén                       |

### Filmer med flera vinster
| Vinster | Film               |
| ------- | ------------------ |
| 4       | And Then We Danced |
| 4       | Aniara             |
| 2       | Eld & lågor        |
| 2       | Quick              |

### Filmer med flera nomineringar
| Nomineringar | Film                         |
| ------------ | ---------------------------- |
| 7            | And Then We Danced           |
| 7            | Quick                        |
| 6            | 438 dagar                    |
| 6            | Eld & lågor                  |
| 4            | Aniara                       |
| 4            | Om det oändliga              |
| 4            | Sune - Best Man              |
| 3            | Josefin & Florin             |
| 3            | Transnistra                  |
| 3            | Ring mamma!                  |
| 2            | En del av mitt hjärta        |
| 2            | Fraemling                    |
| 2            | Jag kommer hem igen till jul |